# 莉莉·波特
莉莉·波特（英語：Lily Potter），娘家姓氏為伊凡，是英國作家J·K·羅琳的奇幻小說《哈利波特》系列中的人物。
該系列有兩個人物擁有這個人物名稱，包括：哈利·波特的母親，以及哈利與金妮·衛斯理的幼女—莉莉·露娜·波特。

## 哈利·波特的母親

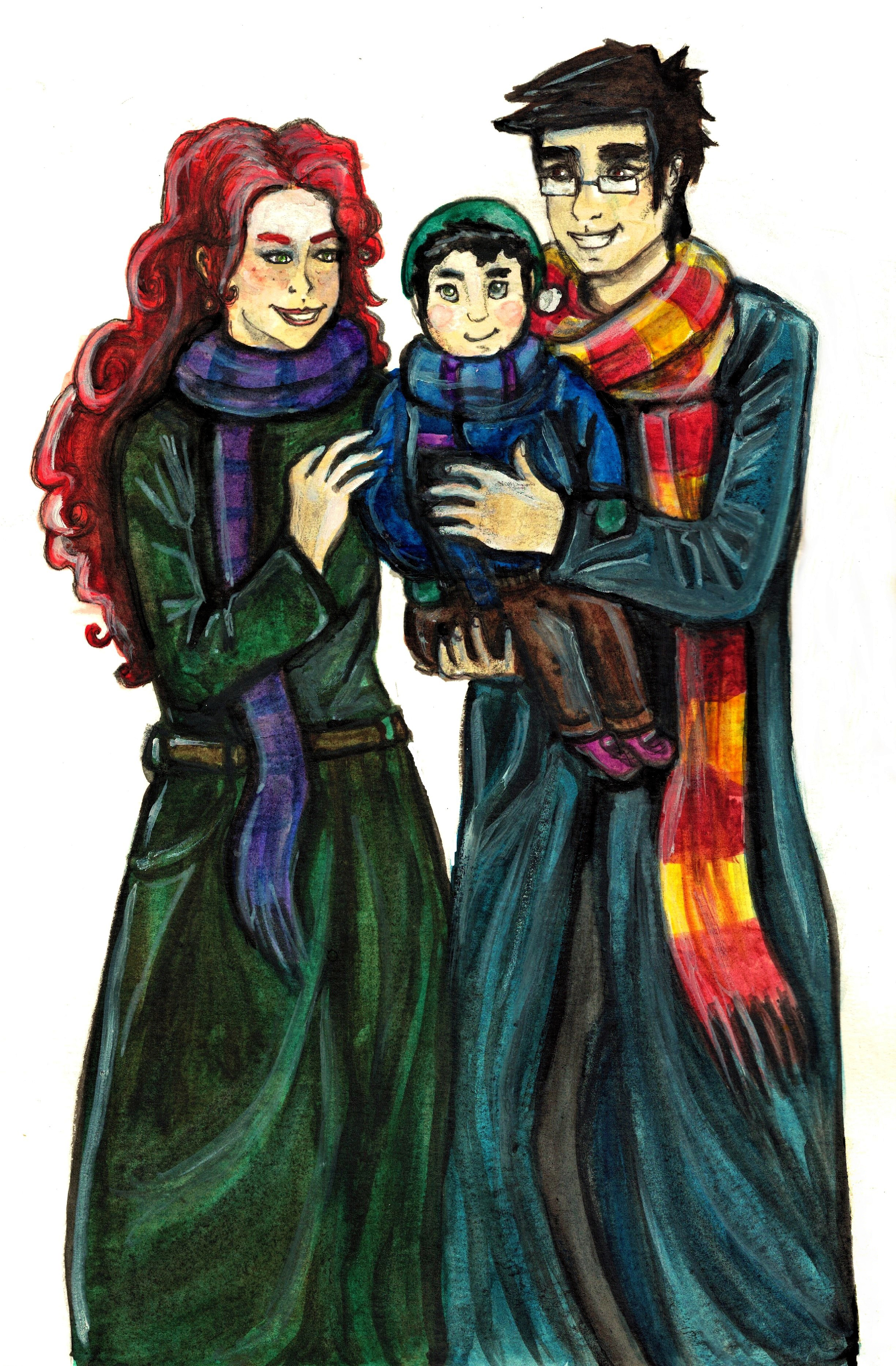
詹姆、莉莉和哈利

莉莉·伊凡（英語： Lily J. Potter，1960年1月30日－1981年10月31日），是麻瓜出身的女巫，自幼擁有魔法天賦，因此被其姐姐佩妮嫉妒，稱其為怪胎。伊凡一家跟同樣具有魔法能力的混血男孩—賽佛勒斯·石內卜住在附近，因此二人成為了青梅竹馬的玩伴。莉莉於11歲的時候入讀霍格華茲，並被派至葛來分多學院，雖然她跟石內卜的所屬學院不同，但二人仍是好朋友。石內卜曾告訴她許多魔法世界的事，直至後來石內卜醉心迷上了黑魔法並加入食死人軍團以後，莉莉才與之絕交。羅琳曾表示，假若石內卜沒有迷上黑魔法的話，莉莉可能會漸漸愛上他。
天資聰敏的莉莉，其成績在班上名列前茅；根據史拉轟教授的說法，莉莉是他教導過最聰明的學生之一，她在魔藥學方面具有天賦的直覺能力而且表現相當出色，成為了他最得意的門生。史拉轟描述她為「活潑、迷人、大膽和非常風趣」，並回憶指自己「經常告訴她指她應該到史萊哲林學院」。莉莉曾送他有著能使金魚幻化為一片花瓣的魚缸，史拉轟指其魔法就像其個人一樣美妙。莉莉喜愛給身邊的朋友起暱稱，給人的印象總是陽光熱情。羅琳也在受訪時表示莉莉是一個受歡迎的女孩，許多男孩對她有著浪漫的感覺。雷木思·路平也曾告訴哈利：「我遭人冷落時，你媽媽幫助了我。她不僅是個天賦異稟的女巫，還是個極其善良的女人。她能發現別人的優點，她尤其能看出別人身上那些連他們自己都沒發現的優點。」
莉莉於霍格華茲七年級時成為女學生主席，而詹姆·波特成為了男學生主席。詹姆與莉莉在完成學業後相愛並結婚，其後誕下兒子哈利，莉莉的護法是牝鹿。羅琳曾於訪談中提到，莉莉的法力相當高強，即使是麻瓜出身的她也曾被重視純血的佛地魔招攬加入食死人軍團，然而遭到莉莉的拒絕（據說波特夫婦遇難前曾經三次對抗佛地魔）。後來夫婦二人加入了鳳凰會，由於西碧·崔老妮預言佛地魔跟鳳凰會的一對夫妻的孩子不能同時活著，哈利又與預言中的男孩生日一致，加上波特夫婦二人被好友彼得·佩迪魯的背叛，使波特夫婦遭到佛地魔的追殺。佛地魔於1981年10月31日來到波特夫婦位於高錐客洞的住所，把詹姆與莉莉雙雙殺害。不過由於莉莉以其身軀擋著哈利，她以這種古老的血緣魔法為兒子提供保護，使佛地魔在將要殺害哈利之時遭到咒語反彈，讓佛地魔把自己摧毀；哈利因此也以「活下來的男孩」聞名於魔法界。莉莉的這個魔法在此後一直保護著哈利，只要哈利跟其血緣親屬（德思禮一家）（佩妮是哈利母親莉莉的姐姐）住在一起便不會受到佛地魔及其黨羽的傷害，直至他年滿17歲或離開水蠟樹街4號的住處，不再把德思禮一家視作家人為止。
該系列中許多角色跟哈利於初次見面時，紛紛強調哈利跟莉莉的眼睛不論形狀與瞳色都非常相似。此讓暗戀著莉莉多年的石內卜一直於暗中保護著哈利，擔當鳳凰會的雙面間諜。

## 哈利·波特的女兒
哈利將他與金妮·衛斯理的女兒命名為莉莉·露娜·波特，以此紀念哈利的母親莉莉。

## 創作
羅琳曾透露莉莉的娘家姓伊凡（Evans）是取材自著名作家喬治·艾略特的真實姓名瑪麗·安妮·艾凡斯（Mary Anne Evans）。
絕大多書迷與電影群眾都將莉莉視作《哈利波特》系列最完美的女性，並和茉莉·衛斯理齊名「作品最經典的母親形象」。

## 電影
在哈利波特系列電影中，成年的莉莉·波特由吉拉汀·森華列飾演，而青年和幼年的莉莉則由蘇西·雪納和艾莉·达塞·阿登飾演。
在電影《神秘的魔法石》拍攝期間，製片人曾要求羅琳扮演在意若思鏡裡出現的莉莉·波特，認為讓小說作者來飾演哈利·波特之母會讓觀眾有共鳴，再加上羅琳與哈利演員丹尼爾·雷德克里夫一樣是藍眼睛，但羅琳認為自己無法勝任演員職責而拒絕了。